# Cylisticus dobati
Cylisticus dobati är en kräftdjursart som beskrevs av Hans Strouhal 1971. Cylisticus dobati ingår i släktet Cylisticus och familjen Cylisticidae. Inga underarter finns listade i Catalogue of Life.